# Miho Miyazaki
Miho Miyazaki (宮崎美穂, Miyazaki Miho, née le 30 juillet 1993 à Tōkyō, au Japon) est une chanteuse et idole japonaise.
Membre du groupe de J-pop AKB48 (team B), elle est sélectionnée en 2008 et débute avec le team A, avant de rejoindre le team B. Elle fait aussi partie du groupe temporaire Nattō Angels en 2009, et en est la seule membre à demeurer dans sa seconde version Nattō Angels Z en 2010.